# 茶腹隐蜂鸟
茶腹隐蜂鸟（学名：Phaethornis syrmatophorus），是雨燕目蜂鸟科的一种鸟类。
茶腹隐蜂鸟体重约5.8克，翼长约60.9毫米，嘴峰长约43.1毫米，喙宽度约2.7毫米，喙厚度约2.4毫米，跗蹠长约4.6毫米，尾长约62.6毫米。茶腹隐蜂鸟在其分布区内为留鸟，其栖息在密集的高大树木组成的森林中，食性为草食性，主要食物来源是植物的花蜜。

## 亚种
- ：分布于哥伦比亚的西安第斯山脉至厄瓜多尔的西南部。
- ：分布于哥伦比亚的东安第斯山脉至秘鲁北部。[4]